# André Jullien
André Damien Ferdinand Jullien (Pelussin, Departamento de Loira, France, 28 de octubre de 1882-Roma 11 de enero de 1964) fue un cardenal francés.

## Biografía
Inició sus estudios en Lyon, estudiando sacerdocio en el seminario de Sulpice, París y luego en el Colegio Apostólico de Roma, donde estudió Derecho Canónico, siendo ordenado sacerdote en Lyon el 1 de octubre de 1905. En esta ocupó durante cuatro años la cátedra de Derecho Canónico en el Gran Seminario.
Regresó a Roma, ingresando en el Tribunal de la Rota Romana como secretario de monseñor Magni, con el que colaboró en la elaboración del Código de Derecho Canónico de 1917. En 1922 lo sucedió como auditor, siendo en 1944, nombrado decano. Fue juez del Tribunal Supremo de la Signatura Apostólica. Así mismo fue integrante de la Congregación de los Santos Sacramentos y de Ritos y Órdenes Religiosas.
El 15 de diciembre de 1958 el papa Juan XXIII le concedió el capelo cardenalicio, con el título de San Giorgio in Velabro.
- Datos: Q520063